# Большая энциклопедия Ларусса
Большая энциклопедия Ларусса (фр. Le Grand Larousse encyclopédique) — универсальная энциклопедия на французском языке издательства «Larousse», опубликованная в 1960—1964 годах.
Энциклопедия существует в трёх версиях: «Prestige» («элитная»), «Intégrale» («полная») и «Essentielle» («базовая»). Версия «Prestige» содержит около 150 тысяч статей и 12 тысяч иллюстраций и карт.

## Содержание
| Том            | Страниц      | Страниц     | Первая статья       | Последняя статья                    | Статей  | Иллюстраций (чёрно-белых) | Карт (чёрно-белых) | Цветных страниц | Дата выхода  |
| -------------- | ------------ | ----------- | ------------------- | ----------------------------------- | ------- | ------------------------- | ------------------ | --------------- | ------------ |
| 1              | 960          | XXI         | A                   | Bauernfeld (Eduard von)             | 14 843  | 2 155                     | 96                 | 28              | февраль 1960 |
| 2              | 960          | XXII        | Bauffe ou Baufe     | Chéry (Philippe)                    | 14 962  | 3 094                     | 82                 | 26              | август 1960  |
| 3              | 960          | XX          | Chesapeake          | Desèze ou De Sèze (Romain, comte)   | 14 590  | 2 831                     | 83                 | 34              | февраль 1961 |
| 4              | 1 012        | XXVII       | Desfontaines (Jean) | Filao                               | 15 772  | 3 051                     | 93                 | 28              | июль 1961    |
| 5              | 1 006        | XXX         | Filardeau           | Hydrazotoluène                      | 16 223  | 3 386                     | 170                | 32              | февраль 1962 |
| 6              | 1 010        | XXXI        | Hydre               | Malhonnêteté                        | 18 341  | 3 459                     | 137                | 36              | июль 1962    |
| 7              | 1 012        | XXXVIII     | Mali                | Orly (aéroport d')                  | 16 671  | 3 535                     | 112                | 38              | февраль 1963 |
| 8              | 1 018        | XXXIV       | Ormaie ou Ormoie    | Ralstonite                          | 17 627  | 3 378                     | 103                | 28              | июль 1963    |
| 9              | 1 024        | XXXV        | Ram                 | Streuvels (Frank Lateur, dit Stijn) | 17 923  | 3 187                     | 86                 | 32              | февраль 1964 |
| 10             | 1 032        | XXVI        | Striage             | Zythum ou Zython                    | 18 318  | 3 382                     | 96                 | 32              | июль 1964    |
| Всего          | 9 994 + 284  | 9 994 + 284 |                     |                                     | 165 270 | 31 458                    | 1 058              | 314             | 1960—1964    |
| 1-е дополнение | 918          | CVI         | A                   | Zygène                              | 12 801  | 1 940                     | 68                 | 32              | август 1968  |
| 2-е дополнение | ненумерованы | ?           | A                   | Zymogène                            | 11 541  | 1 756                     | 61                 | 64              | 1975         |

## Редакторы
В участии над составлением энциклопедии приняло участие более 70 человек редакционного комитета и около 790 «внешних» редакторов, среди которых знаменитые люди и известные специалисты в своей области: Франсуа Альбер-Буисон, Поль Бельмондо (скульптор), Марк Бенье, Ив Брейер, Джером Каркопино, Рене Кассен, Жак Шастене, Жак-Ив Кусто, Кристиан Дерош-Ноблекур, Жорж Дюби, Альбер Дюкрок, Жорж Дюамель, Рене Дюмон, Андре Франсуа-Понсе, Макс Галло, Пьер Гаксот, Жан Гитон, Эмиль Анрио, Мариель Жан-Брюнес Деламар, Фредерик Жолио-Кюри, Дидье Жулиа, Жакоб Каплан, Ив Лакост, Луи Лепринс-Ринке, Андре Леруа-Гуран, Антуан Леви-Мирепуа, Андре Моруа, Морис Надо, Жозе Луи Пастер Валлери-Радо, Режин Перну, Огюст Пиккар, Рене Ремон, Жюль Ромэн, Жан Ростан, Клод Сантелли, Альфред Сови, Гарун Тазиев, Эльза Триоле, Максим Вейган и другие.

## Онлайн-проект
13 мая 2008 года издательство «Larousse» открыло энциклопедический онлайн-проект для того, чтобы составить конкуренцию Французской Википедии.
На данном сайте выложены все опубликованные статьи и 10 000 неопубликованных иллюстраций, которые являются произведениями команды издательства Ларусс. Эта информация представлена таким образом, чтобы её не смогли спутать с контентом, предоставляемым интернет-добровольцами. Зарегистрированный интернет-пользователь может написать собственную статью. Оригинальный автор является полноправным владельцем своей статьи, как в смысле авторского права (статья не может быть представлена в иных источниках, кроме сайта larousse.fr, без письменного разрешения автора), так и права редактирования: только автор может вносить в свою статью изменения, а также полностью удалять содержимое.
Издательство также может назначить звание «интернет-экспертов» для поощрения лучших редакторов сайта.